# Ruyigi (provins)

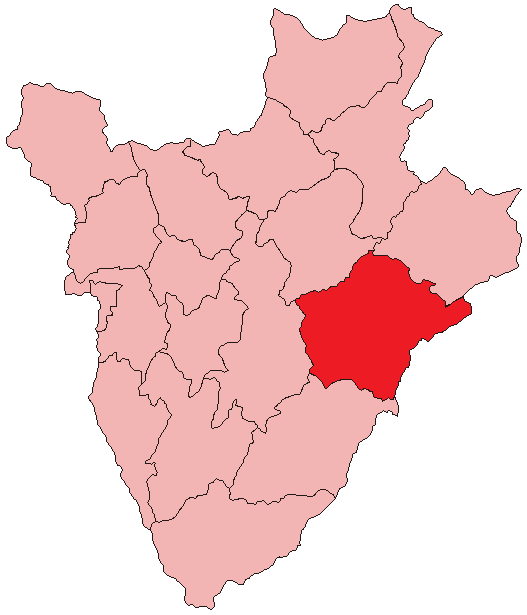
Provinsen Ruyigi.

Ruyigi är en av Burundis 18 provinser. Huvudorten är Ruyigi. Provinsen har en yta på 2 339 km² och 400 530 invånare (2008).